# Turena
Turena (en francés: Touraine) fue una antigua provincia de Francia, que tenía la capital en Tours. Durante la organización política del territorio francés llevada a cabo en el año 1790, Turena fue dividida en tres departamentos: Indre y Loira, Loir y Cher, y Cher.

## Geografía
Atravesada por el río Loira y varios de sus afluentes —Cher, Indre y Vienne—, Turena forma parte de la cuenca parisina. Sus vinos son muy apreciados. El TGV (tren de alta velocidad) que comunica Tours con París en menos de una hora, ha convertido a esta ciudad en un lugar de residencia para muchas de las personas que trabajan en París y que buscan otra calidad de vida.
La identidad geográfica de Turena se fundamenta en los paisajes tradicionales y la diversidad de los territorios que se hallan a un lado y otro del Loira: Varennes, Véron, Gâtine, Champaigne y Brenne (por Tourangelle).

## Historia
El nombre de Turena procede de la tribu gala de los turones. Corresponde, aproximadamente, al actual departamento del Indre y Loira y a una parte del departamento del Loir y Cher y de Indre.
En el año 1044, el control de Turena les fue otorgado a los angevinos, que en 1154 se convirtieron en reyes de Inglaterra. El rey Felipe Augusto conquistó esta región en 1205 y la convirtió en ducado real. 
Bautizada como "el jardín de Francia" desde finales del siglo XV, fue sede de los reyes Plantagenet (Casa de Anjou) en el siglo XII, más tarde lo fue de los reyes de Francia durante la Guerra de los Cien Años y el Renacimiento. Es célebre por la gran cantidad de castillos que hay en toda la provincia:
- de la Edad Media, pueden citarse tres fortalezas reales: castillo de Chinon, castillo de Langeais  y castillo de Loches (Loches).
- del Renacimiento: castillo de Amboise, castillo de Azay-le-Rideau, castillo de Chaumont, castillo de Ussé y castillo de Villandry.

En 1584 el ducado real pasó a ser una provincia, estado que conservó hasta el año 1790, cuando Turena fue dividida en tres departamentos.